# Мария Жозефина Луиза Савойска
Мария Жозефина Луиза Бенедикта Савойска (на италиански: Maria Giuseppa Luisa Benedetta di Savoia), позната като Мария Жозефина Савойска (на френски: Marie-Joséphine de Savoie; * 2 септември 1752, Кралски дворец в Торино, Сардинско кралство; † 13 ноември 1810, Хартуел Хаус, Бъкингамшър, Кралство Англия), е принцеса от Сардинското кралство и чрез брак графиня на Прованс, принцеса на Франция и титулярна кралица на Франция. Бяга от Френската революция и завършва живота си в изгнание.

## Произход
Тя е най-малката дъщеря на Виктор Амадей III Савойски (* 1726, † 1796), крал на Сардиния (1773 – 1796), и на съпругата му Мария-Антония Бурбон-Испанска (* 1729, † 1785), инфанта на Испания. Нейни дядо и баба по бащина линия са Карл Емануил III Савойски, крал на Сардиния, и принцеса Поликсена фон Хесен-Ротенбург-Рейнфелс, а по майчина – испанският крал Филип V и Изабела Фарнезе. Има шест братя и пет сестри:
- Карл Емануил IV (* 1751, † 1819), крал на Сардиния (1796 – 1802), съпруг на Клотилд Бурбон-Френска
- Мария Елизабета Карлота (* 1752, † 1755)
- Амадей Алесандър (* 1754, † 1755)
- Мария Тереза (* 1756 † 1805), херцогиня на Артоа като съпруга на Шарл Д'Артоа, бъдещ Шарл X, крал на Франция
- Мария Анна Каролина Габриела (* 1757, † 1824), херцогиня на Шабле като съпруга на принц Бенедикт Савойски
- Виктор Емануил I (* 1759 † 1824), крал на Сардиния (1802 – 1821), съпруг на Мария Тереза Австрийска-Есте
- Мария Кристина Жозефина (* 1760, † 1768)
- Маврикий Йосиф Мария (* 1762, † 1799), кардинал, после губернатор на Ница, принц на Онеля, принц на Савоя, съпруг на племенницата си Лудовика Кристина Савойска
- Мария Каролина (* 1764, † 1782), курфюрстина на Саксония като съпруга на Антон Климент Саксонски
- Карл Феликс Йосиф Мария (* 1765, † 1731), крал на Сардиния (1821 – 1831), съпруг на принцеса Мария Кристина Бурбон-Неаполитанска
- Йосиф Бенедикт Мария Плацид (* 1766, † 1802), граф на Мориен и на Асти.

## Биография

### Брак
След падането на австрофилското министерство на Херцог дьо Шоазьол, чиито действия се материализират през 1770 г. с брака на дофина на Франция Луи XVI с ерцхерцогиня Мария-Антоанета, френската политика има тенденция да се сближава със Сардинското кралство. За да направи това, Луи XV жени внуците си за децата на крал Виктор Амадей III, негов първи братовчед. Още дядото на Мария Йозефина Карл Емануил III Савойски успява да уреди брака ѝ с Луи Ксавие дьо Бурбон-Френски, граф на Прованс, бъдещ крал на Франция като Луи XVIII и племенник на френския крал Луи XV. Принцеса Мария Жозефина се омъжва за него на 16 април 1771 г. чрез пълномощник в Кралство Сардиния и лично на 14 май 1771 г. във Версайския дворец. Сестра ѝ Мария Тереза Савойска се омъжва през 1773 г. за Шарл-Филип Френски, граф на Артоа (бъдещ крал на Франция като Шарл X). През 1775 г. Клотилд Френска се омъжва за Карл Емануил Савойски, по-големият брат на Мария Жозефина и Мария Тереза.

Тези бракове са повече или по-малко плодовити и в Сардиния, както и във Франция, трима братя успяват да се възкачат на трона, преди тяхната линия да изчезне по мъжка линия и короната да премине към по-млад клон.
- Портрет на Мария Жозефина от ок. 1771 г.
- Луи Ксавие, съпруг

### Графиня на Прованс
Младата Мария Жозефина, която е на 17 години, когато пристига във Франция, е много зле третирана в блестящия, но повърхностен двор на Версай, който я смята за грозна и лишена от „приятен дух“. Бракът ѝ силно тревожи Мария Терезия, тъща на дофина Луи Август, като майка на Мария-Антоанета: всъщност бракът на престолонаследниците все още не е създал деца, което го прави податлив на анулиране от Църквата, а възможността този на брата на дофина да бъде плодовит допълнително отслабва позицията на ерцхерцогиня Мария Антоанета. Тревогите на императрицата все пак се оказват неоснователни: въпреки че графът на Прованс се хвали пред всеки придворен с консумацията на брака си, реалността е съвсем различна. Луи Ксавие не изпитва никакво влечение към непривлекателната си съпруга. Освен това още на 15-годишна възраст той е толкова затлъстял, че не може да извършва никакви физически движения и, също страдайки от деформация на бедрата, скоро започва да му е трудно и да ходи. Техният брак е истински фарс. За Луи XVIII никога не става ясно дали е хомосексуалист или импотентен, но той предпочита да се появява с официалната си любовница в обществото, както изисква добрият тон в онази епоха, както и в мъжката компания. От брака ѝ с бъдещия Луи XVIII не се раждат деца, но тя има два доказани спонтанни аборта (през 1774 и 1781 г.).
Независимо от тази неприятна репутация в повърхностната среда на двора, младата графиня на Прованс успява с гъвкавостта си да се преплита между различните фракции, които разкъсват Версай. Тя има любезни, но лицемерни отношения със своята етърва – дофината Мария Антоанета. През 1774 г. при възкачването на нейния девер Луи XVI тя става втората дама на Франция след кралицата и получава според обичая името „Мадам“. Бездетна, без политическо влияние, тя плете интриги срещу суверена, но без особен успех, докато съпругът ѝ организира истинска кампания от клевети срещу кралицата.
През 1780 г. тя придобива в квартал Монтрьой във Версай павилион, принадлежащ на принца на Монбари, и създава там чрез поредица от придобивки площ от дузина хектара: Павильон „Мадам“, където установява основната си резиденция, далеч от суматохата на двора.
Без деца и политическо влияние, изолираната Мария Жозефина се влюбва в 16 години по-младата от нея Мадам дьо Гурбийон – придворна дама, натоварена със задължението да ѝ чете. Тя се превръща в голямата любов на живота ѝ. Видимата близост на Мария Жозефина с нейната читателка е засвидетелствана в тогавашните мемоари и се говори за нея. Желаейки да избегне скандала и по молба на брат си, Луи XVI отстранява мадам дьо Гурбийон от двора през 1789 г. под предлог, че тя насърчава склонността на Мария Жозефина да пие, като ѝ дава тайно алкохол. Мария Жозефина не издържа на тази дистанция и постоянно моли за нейното присъствие. Двете жени успяват да си кореспондират тайно.
През 1791 г. двете емигрират и заедно пътуват из Европа, след като бягат от Френската революция, в Германия и след това в Източна Европа. Те остават заедно в продължение на осем години, пътувайки из континента. Разделят се през юни 1799 г. по повод брака на нейните племенници, който трябва да се състои в Русия, където кралят живее в изгнание. Мария Тереза Шарлота Френска, дъщеря на Луи XVI, се омъжва за братовчед си Луи-Антоан Френски в замъка Митау в Курландия (днес Йелгава, Латвия). Цар Павел I, по молба на своя братовчед краля на Франция, забранява на мадам дьо Гурбийон да влиза на руска територия.

### Френска революция
При избухването на Френската революция през 1789 г. суверените и дворът са преместени в двореца Тюйлери, докато графовете на Прованс се настаняват в двореца Люксембург. Въпреки това те продължават да ходят всяка вечер в Тюйлери за вечеря, където от години имат навик да ядат заедно.
На 20 юни 1791 г., в деня на опита за бягство на кралските особи, Мария Жозефина е последно информирана за плана и ѝ е наредено да бяга отделно с придворната си дама в Белгия. Всъщност любовницата на Мария Жозефина – мадам дьо Гурбийон е призована през 1791 г. от съпруга ѝ Луи, за да организира бягството ѝ от Франция, като самият той желае да тръгне сам.
Графът на Прованс, след смъртта на брат си и последвалата смърт на неговия племенник Луи Шарл (Луи XVII – титулярен крал, т.е. който не е царувал), може да претендира за титлата с името Луи XVIII. Мария Жозефина обаче умира в изгнание през 1810 г. на 57-годишна възраст, като не успява да седне на френския трон до съпруга си, макар че все още е титулярна кралица на Франция. Тя е погребана в Светилището на мъчениците – криптата на катедралата в Каляри, тъй като Сардиния не е окупирана от Наполеон за разлика от Франция и Пиемонт. Въпреки това тя се представя от някои автори като „последната кралица на Франция“. Може ясно да се види, че Луи XVIII използва думата „кралица“, за да обозначи съпругата си, чийто портрет също е нарисуван в края на живота ѝ от Мари-Елеонор Годфроа – портретистка и една от най-добрите кописти на портретите на барон Франсоа Жерар. Този портрет на Мария Жозефина Савойска, седнала на тапицирана седалка, в бяла рокля, разкриваща нейното затлъстяване, носеща тиара с герба на Франция, следователно е церемониален портрет, но е направен точно преди възкачването на съпруга ѝ на престола. Отдавна загубен, той се появява на продажба на 10 юни 2012 г. в Озена във Фонтенбло.